# Rohrbach (distrikt)
Rohrbach är ett distrikt (Bezirk) i det österrikiska  förbundslandet Oberösterreich. Dess huvudort är stadskommunen Rohrbach-Berg. I väster gränsar distriktet till Bayern i Tyskland och i norr till Tjeckien.
Distriktet delas in i en stadskommun, 15 köpingskommuner och 21 kommuner:

Kommunerna i distriktet Rohrbach

Stadskommun (Stadtgemeinde):
- Rohrbach-Berg

Köpingskommuner (Marktgemeinden):
- Aigen-Schlägl
- Altenfelden
- Haslach an der Mühl
- Hofkirchen im Mühlkreis
- Kollerschlag
- Lembach im Mühlkreis
- Neufelden
- Niederwaldkirchen
- Oberkappel
- Peilstein im Mühlviertel
- Putzleinsdorf
- Sankt Martin im Mühlkreis
- Sankt Peter am Wimberg
- Sarleinsbach
- Ulrichsberg

Kommuner (Gemeinden):
- Arnreit
- Atzesberg
- Auberg
- Helfenberg
- Hörbich
- Julbach
- Kirchberg ob der Donau
- Klaffer am Hochficht
- Kleinzell im Mühlkreis
- Lichtenau im Mühlkreis
- Nebelberg
- Neustift im Mühlkreis
- Niederkappel
- Oepping
- Pfarrkirchen im Mühlkreis
- Sankt Johann am Wimberg
- Sankt Oswald bei Haslach
- Sankt Stefan-Afiesl
- Sankt Ulrich im Mühlkreis
- Sankt Veit im Mühlkreis
- Schwarzenberg am Böhmerwald